# Yves Klein
Yves Klein (pronunciat en francès com a [iv klɛ̃]; Niça, 28 d'abril de 1928 - París, 6 de juny de 1962) va ser un artista francès considerat una de les figures més importants de l'art europeu de la postguerra (referent a obres creades després de la Segona Guerra Mundial). Klein tingué un paper destacat dins el moviment neodadaista i fou un dels impulsors del nouveau réalisme, fundat l'any 1960 pel crític d'art Pierre Restany.

## Biografia
Klein va néixer a Niça. Els seus pares, Fred Klein i Marie Raymond, també van ser pintors. Klein passa la seva infància entre Paris i Niça, i en aquesta última treballa a la llibreria de la seva tieta. Alhora, des de l'any 1942 fins al 1946 va estudiar a l'Escola Nacional de la Marina Mercant, i a l'Escola Nacional de Llengües Orientals, on comença la seva amistat amb els futurs artistes Arman i Claude Pascal, pintor i poeta respectivament. Klein compagina la feina i els estudis amb la practica del judo, la seva prioritat per davant de l'art durant la seva adolescència i joventut.
La seva passió per viatjar i sobretot pel judo el porten a Itàlia, la Gran Bretanya, Espanya i al Japó durant els anys 1948-1952. El 1953, als vint-i-cinc anys, Yves obtè el quart grau del Dan, el Iondan, al Kodokan, esdevenint el primer europeu en aconseguir-ho. Aquest fita el permeté accedir al càrrec de director tècnic de l'equip espanyol de judo. Un any després publicà el llibre Les fondaments du judo. Durant el final de l'època dels 40 la passió per l'art de Klein esdevé més i més rellevant. Tant és així que l'any 1947 va compondre la seva primera simfonia monòtona, que consisteix en el so d'un acord sostingut durant 20 minuts consecutius seguit de 20 minuts de silenci. Se la considera un precedent de la música drone de La Monte Young i de l'obra 4'33'' de John Cage.
L'any 1955 va fixar la seva residència permanent a París, on va decidir dedicar-se completament a l'art. Klein va morir a París d'un atac al cor una mica abans del naixement del seu fill.

## Obra

### Monocromes: inicis i època blava
La majoria dels primers treballs d'Yves Klein eren pintures monocromàtiques en una àmplia varietat de colors. La primera aparició pública de les seves obres fou en el seu primera llibre, Yves Peintures, l'any 1954. Parodiant un catalogue raisonné, l'obra conté una col·lecció de pintures monocromàtiques inspirades en les ciutats on havia viscut. Les primeres exhibicions dels treballs de Klein foren l'any 1955 al Club des Solitaires i el 1957, sota el títol de "Yves Klein: Propositions monochromes" a la Galerie Colette Allendy i Galerie Iris Clert. L'acollida del públic dels monocromes de Klein, de diversos colors incloent el groc, el taronja o el verd, va decebre profundament l'artista. I és que la resposta general va ser la de passar d'obra a obra, comparant-les i engloblant-les en una mena de meta-obra d'art en forma de mural. L'escriptora i historiadora Hannah Weitemeier relata així els fets: 

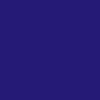
Blau Klein Internacional (IKB, =PB29, =CI 77007)

A partir de les reaccions de l'audiència, [Klein] s'adona que...el públic pensava que els diversos llenços pintats d'un color uniforme eren un nou tipus de decoració d'interior lluminosa i abstracta. Sobtat amb el malentès, Klein va entendre que havia d'anar més enllà i prendre un pas decisiu en la direcció de l'art monocromàtic...des d'aquell moment en endavant es concentraria en un sol color: el blau.

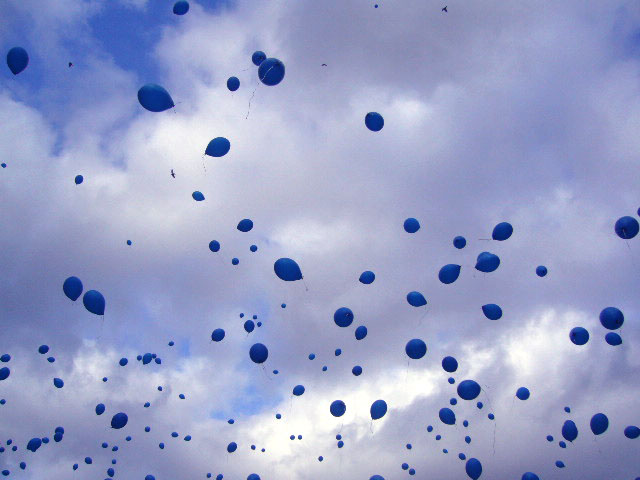
Alliberament de 1001 globus blaus, «escultura aerostàtica» d'Yves Klein (reconstrucció realitzada el 2007 a la plaça Georges-Pompidou de París, en celebració del cinquantenari de l'esdeveniment realitzat per Klein el 1957).

Conseqüentment, malgrat al principi els monocromes eren de diversos colors, a la fi dels anys 50 el color blau ultramarí fou el protagonista de les seves obres de Klein en el que es coneix com la seva époque bleue. De fet, Klein va patentar aquest color com l'International Klein Blue o Blau Klein Internacional (ara també anomenat blau style) (IKB, =PB29, =CI 77007).
La seva següent exhibició, anomenada Proposte Monocrome, Epoca Blu, a la Galeria Apollinaie, Milà (Juny del 1957) comptava amb 11 llenços idèntics de color Blau Klein Internacional, també anomenat "The Medium" per l'artista. Curiosament, els preus de les obres eren diferents. S'esperava que els compradors passegèssin per la galeria observant els llenços i comprèssin el que més els agradès. La idea de Klein era que cada comprador veiès alguna cosa especial en el llenç que adquirissin, alguna cosa cosa que els altres no havien vist. Així, malgrat totes les obres eren visualment igual, l'impacte sobre cadascun dels compradors seria diferent.
L'exhibició va ser tot un èxit tant a nivell crític com comercial, i va ser repetida a París, Düsseldorf i Londres. A París, la inauguració de l'exhibició es va celebrar amb l'enlairament de 1001 globus de color IKB, i postals del mateix color van enviades mitjançant segells de color IKB que el propi Klein s'havia encarregat d'oficialitzar per part del servei postal.

### Le Vide- El buit
La següent gran exhibició d'Yves Klein va tenir lloc a la Galerie Iris Clert (Abril del 1958) i portava com a nom La spécialisation de la sensibilité à l'état matière première en sensibilité picturale stabilisée, Le Vide. Klein buidar completament la galeria - amb l'excepció d'un armari -, pintar totes les superfícies de color blanc i crear un ritual d'entrada a l'exhibició: la finestra de la galeria va ser pintada de color blau, cortines blaves penjàven de l'entrada, on hi havia soldats republicans i còctels de color blau. L'èxit va ser tant que la cua per entrar a la galeria va arribar a superar les 3000 persones. Poc abans de la inauguració, Klein afirmava: 
Últimament els meus treballs amb color m'han portat, en comptes de guiar-me jo mateix, a la continua recerca del significat de la matèria. I he decidit acabar amb aquesta lluita. Les meves obres serán ara invisibles, i m'agradaria ensenyar-les d'una manera clara i positiva a la meva propera exhibició a la Iris Clert Galerie, a París. 
Continuant en aquesta línia de pensament, i com a part de l'acció d'art (i també llibre) Zone de Sensibilité Picturale Immatérielle, Klein ofereix espais buits a la ciutat a canvi d'or. La seva intenció era que el seu públic pogués experimentar amb Le Vide. Segons Klein, l'experiència només podia pagar-se amb el material més pur de tots: l'or. A canvi, el comprador era atorgat un permís de possessió de l'espai. Com a segona part de l'obra, si el comprador accedia a cremar el certificar, Klein tirava la meitat de l'or al riu amb l'objectiu de restaurar l'ordre natural que s'havia desequilibrat degut a la compra-venta de l'espai. L'altra meitat de l'or era utilitzada per crear un conjunt d'obres d'art decorades amb fulles d'or.
La creació del Manifest de Chelsea, on lloa el paper de l'Immaterial en les seves obres, fou un altre dels moments clau en la vida de Klein.

### Antropometries
Malgrat les obres de Klein varen romandre completament blaves, l'artista experimenta amb diferents metolodogies d'aplicació de la pintura sobre el llenç. Primer amb corrons de pintar i després amb esponges, Klein va aconseguir donar diferents aspectes a les seves obres. El clímax d'aquesta fase experimental l'assolí amb el que ell anomenà Antropometria, que consistia en cobrir dones nues amb pintura IKB i recolzar-les o arrossegar-les pels llenços, utilitzant les models com a pinzells vivents. Uns altres mètode desenvolupats durant l'època són els enregistraments de pluja conduint a 110 kilometres per hora amb un llenç lligat al sostre del cotxe, o els pintats amb foc - quadres amb pedaços de sutge generats cremant els llenços amb cremadors de gas.
Yves Klein també és consederat un dels fundadors del performance art (art d'acció). El més clar exemple d'aquest tipus d'obra la va dur a terme l'any 1960 amb l'exhibició Anthropometries of the Blue Epoch. Diverses dones nues van cobrir-se el cos de color IKB mentre una orquestra tocava la simfonia monòtona de Klein davant l'atenta mirada d'un públic vestit de gala. L'esdeveniment va tenir un ressò mundial, i encara ara és recordat de manera rutinària. En nombroses ocasions s'ha considerat l'exhibició com a masclista i s'ha posat èmfasi en que les dones eres tractades com a objectes, malgrat una de les models més fidels a l'autor, Elena Palumbo-Mosca, desmentís que se sentís utilitzada per Yves Klein, i afirma que tant l'autor com les models es condiràven coautors de les obres.
Klein i Arman en van estar contínuament implicats en el treball de l'altre, tant com a amics com a impulsors del nou realisme. Tots dos de Niça, els dos van treballar plegats durant el transcurs d'algunes dècades i Arman fins i tot va donar nom a un dels seus fills en honor d'Yves Klein.

### Aero works
Una de les obres més famoses d'Yves Klein és el fotomontatge Saut dans le vide (Salt al buit), publicat al llibre Dimanche del mateix artista. A la imatge apareix Klein saltant des d'una paret amb els braços oberts i estirats caient cap a l'asfalt. L'obra és una mofa i una denúnica a les expedicions a la lluna de la NASA.
Els treballs en aquest camp se centren en un concepte que ell anomena le Vide (el buit), estretament lligat al Zen. El buit de Klein és un estat mental semblant al Nirvana que està lliure d'influències verbals, una zona neutral on un és capaç de centrar-se en les seves pròpies sensacions i en la "realitat" en comptes de en la "representació". Klein transmet aquest missatge a través d'obres d'art estàndard - quadres, llibres o peces musicals -, a les quals decideix llevar el seu contitgut típic (quadres sense imatges, llibres sense paraules), deixant únicament la coberta. Així, Klein intenta crear per la seva audiència les seves pròpies Zone de Sensibilité Picturale Immatérielle. En comptes de representar objectes de manera subjectiva/artística, Klein tenia la intenció de representar les seves idees per la seva empremta: la seva absència.

## Mercat
Juntament amb obres d'Andy Warhol i Willem de Kooning, l'obra RE 46 (1960) de Klein va ser una de les cinc peces més desitjades durant la venta d'art contemporani i de la post-guerra que tingué lloc a la casa de subhastes Christie, al Regne Unit. El seu monocroma pintat a esponja es va vendre per 4.720.000 dòlars. Poc abans, l'obra RE I (1958) va ser venuda per 6.716.000 dòlars al mateix a la seu estatunidenca de Christie al 2000. A més, el 2008 MG 9 (1962), un monocroma de color or, es va vendre per 21.000.000 dòlars, i el 2012 FC1 (1962), per 36.400.000.
El 2013 l'obra Sculpture Éponge Bleue Sans Titre, SE 168 (1959), feta amb esponges de mar tintades amb pigment blau, va recaptar 22 milions de dòlars, el preu més alt mai pagat per una escultura de l'artista.